# Tenzin Pelsang
Tenzin Pelsang (1965-novembre 2022) est un moine et guéshé de l'école gelugpa du bouddhisme tibétain, responsable du monastère de Drango. Prisonnier politique arrêté en 2012 et libéré en 2018, il meurt en 2022 des suites des tortures subies en prison.

## Biographie
Selon le Centre tibétain pour les droits de l'homme et la démocratie basé en Inde, Tenzin Pelsang, également appelé Tenga, est né en 1965 dans le village de Norpa, dans le comté de Draggo, de Dhondup Tashi et Dewang.
Après avoir appris le tibétain et le mandarin à l'école primaire, il devient moine et étudie le bouddhisme tibétain.
En 1986, il rejoint le monastère de Drepung Loseling dans le sud de l'Inde. Après avoir obtenu le diplôme de guéshé en 2009, il retourne au Tibet et rejoint le monastère de Drango. Il y exerce la fonction de chagzoe, ou fonctionnaire administratif.
Deux mois après des manifestations de janvier 2012 dans le comté de Drago, la police chinoise du Bureau de la sécurité publique de la province du Sichuan arrête Tenzin Pelsang. Il est accusé d'avoir mené les manifestations et détenu au secret pendant dix mois avant de l'envoyer à Chengdu. Tenzin Pelsang fait six ans de prison de 2012 à 2018. Trois autres moines du monastère avaient été jugés à l'époque, un Rinpoché et un enseignant ont aussi été condamnés à six ans de prison tandis que le troisième moine a été condamné à une peine de cinq ans.
Selon Tibet Watch, Tenzin Pelsang meurt en novembre 2022 des suites de blessures subies en prison. Les autorités locales auraient empêché Tenzin Pelsang d'obtenir un traitement médical. "En raison des coups et de la torture excessifs en prison, Tenzin Pelsang a subi de multiples blessures et il était à peine capable de marcher et de se tenir debout lorsqu'il a été libéré de prison en 2018", selon une source, ajoutant que les autorités continuaient d'interférer avec son traitement médical après sa sortie de prison.